# ビッグストーン郡 (ミネソタ州)

ミネソタ州内の位置

ビッグストーン郡 (Big Stone County) はアメリカ合衆国ミネソタ州に位置する郡である。2004年の推計人口は5,820人である。郡庁所在地はOrtonvilleである。

## 地理
アメリカ合衆国統計局によると、この郡は総面積1,367 km2 (528 mi2) である。このうち1,287 km2 (497 mi2) が陸地で80 km2 (31 mi2) が水地域である。総面積の5.86%が水地域となっている。

### 隣接する郡
- トラバース郡  (北)
- スティーブンズ郡  (北東)
- スウィフト郡  (南東)
- ラクキパール郡  (南東)
- グラント郡 (サウスダコタ州)  (南西)
- ロバーツ郡 (サウスダコタ州)  (北西)

## 人口動勢
2000年国勢調査で、この郡は人口5,820人、2,377世帯、及び1,611家族が暮らしている。人口密度は5/km2 (12/mi2) である。2/km2 (6/mi2) の平均的な密度に3,171軒の住宅が建っている。この郡の人種的な構成は白人98.44%、アフリカン・アメリカン0.17%、先住民0.52%、アジア0.41%、太平洋諸島系0.00%、その他の人種0.12%、及び混血0.34%である。ここの人口の0.34%はヒスパニックまたはラテン系である。
この郡内の住民は24.80%が18歳未満の未成年、18歳以上24歳以下が5.30%、25歳以上44歳以下が21.90%、45歳以上64歳以下が24.00%、及び65歳以上が24.00%にわたっている。中央値年齢は44歳である。女性100人ごとに対して男性は94.30人である。18歳以上の女性100人ごとに対して男性は91.10人である。
この郡内の世帯ごとの平均的な収入は30,721米ドルであり、家族ごとの平均的な収入は37,354米ドルである。男性は27,857米ドルに対して女性は20,123米ドルの平均的な収入がある。この郡の一人当たりの収入 (per capita income) は15,708米ドルである。人口の12.00%及び家族の7.80%は貧困線以下である。全人口のうち18歳未満の14.50%及び65歳以上の8.80%は貧困線以下の生活を送っている。

## 都市及び町

### 都市
- Barry
- Beardsley
- クリントン
- Correll
- グレースビル
- ジョンソン
- オデッサ
- Ortonville

### 郡区
- Akron Township
- アーモンド郡区
- Artichoke Township
- ビッグストーン郡区
- Browns Valley Township
- Foster Township
- グレースビル郡区
- マルタ郡区
- Moonshine Township
- オデッサ郡区
- Ortonville Township
- Otrey Township
- Prior Township
- Toqua Township